# Sosnovka (Udmúrtia)
|  | Per a altres significats, vegeu «Sosnovka». |

Sosnovka (en rus: Сосновка) és un poble d'Udmúrtia, a Rússia, el 2008 tenia 50 habitants. Pertany al raion d'Alnaixi.